# Borgou
De Borgou is een departement in het noordoosten van Benin. Met een oppervlakte van ongeveer 25.700 vierkante kilometer is de Borgou het grootste van de departementen van Benin. In 2006 woonden er ruim 830.000 mensen. De departementshoofdstad is Parakou, die ruwweg 260.000 inwoners telt.

## Demografie

### Bevolkingsgroepen
- Bariba: 37,6%
- Fulbe: 20%
- Gando: 9,9%
- Nagot: 4,3%
- Dendi: 3,7%
- Fon: 3%

### Religies
- Islam: 66,3%
- Christendom: 19,7%

## Grenzen
De Borgou grenst in het oosten aan de staten Niger en Kwara van buurland Nigeria. De noordgrens vormt het departement met Alibori, de noordwestelijke grenst met Atacora, de westelijke grens met Donga en de zuidelijke grens met de Collines.

## Geschiedenis
Vroeger was Benin onderverdeeld in zes provincies waarvan Borgou er één was. Op 15 januari 1999 werden die provincies in twee stukken gedeeld en werden het departementen. De noordelijke helft van de Borgou werd daarbij het departement Alibori.

## Communes
Het departement is verder verdeeld in acht communes:
- Bembèrèkè
- Kalalé
- N'Dali
- Nikki
- Parakou
- Pèrèrè
- Sinendé
- Tchaourou